# NGC 37
NGC 37 je galaksija u zviježđu Feniks.

## Vanjske poveznice
- SEDS: NGC 0037